# Hassan Agha
Hassan Agha, ou Hassan l'eunuque,, 
est de 1534 à 1543 le khalifa du beylerbey de la régence d'Alger, Khayr ad-Din Barberousse.
Il est remplacé par Hadji Pacha  auquel succède, en 1544, Hassan Pacha, le fils de Barberousse,.

## Biographie

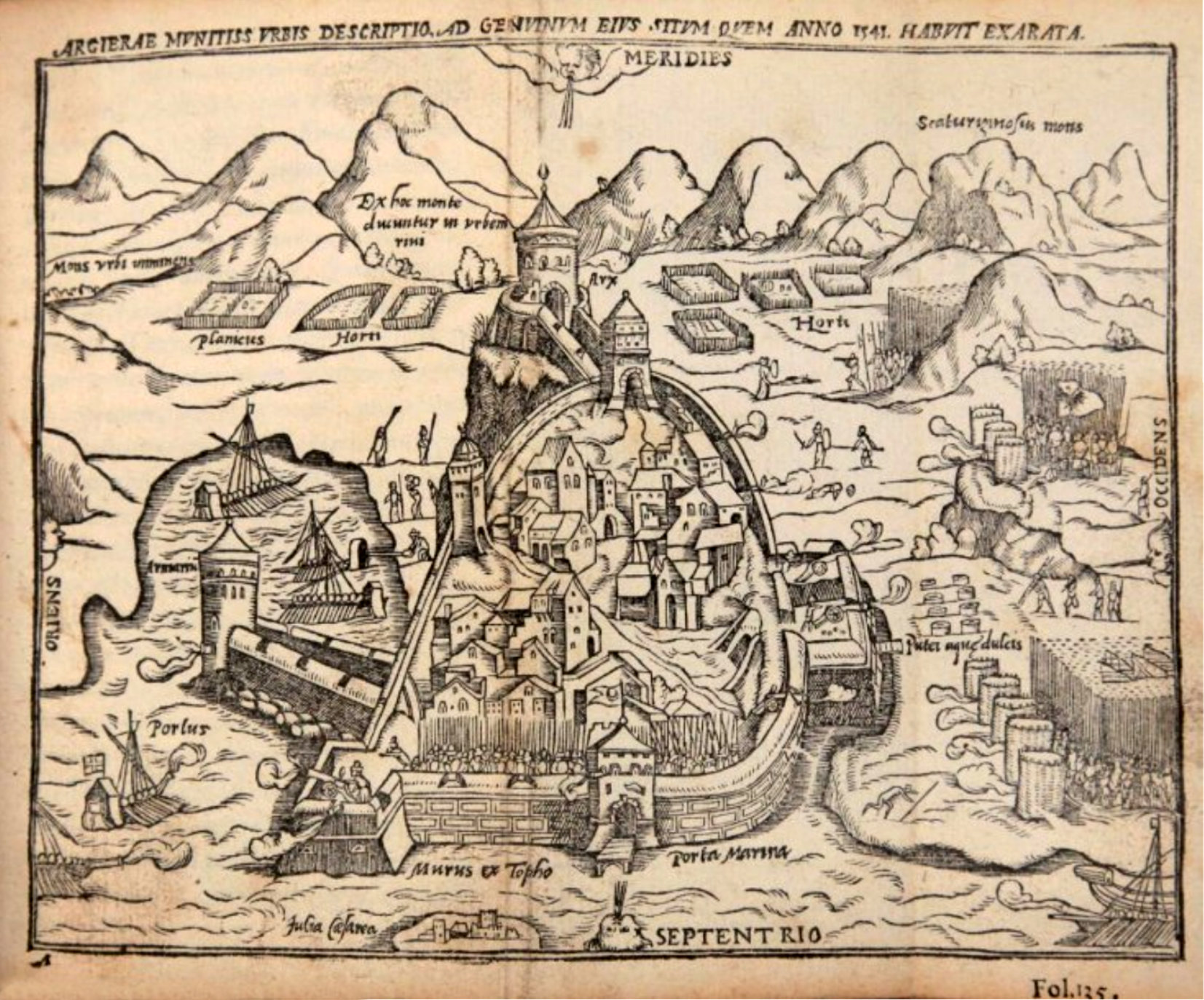
Siège d'Alger par l'Empereur Charles Quint.

### Origine et début de carrière
Hassan Agha (le mot agha signifie « officier ») est un Sarde capturé, encore enfant, par Khayr ad-Din Barberousse lors du pillage d'un village de Sardaigne. Barberousse le transforme en eunuque  et en fait son majordome et son adjoint (khalîfa).
Quand il part pour Constantinople en 1533, Khayr ed-Din lui laisse le commandement d'Alger et le nomme amiral de la flotte ottomane d'Alger .

### Action comme gouverneur d'Alger
Dès sa nomination, Hassan Agha ravage les côtes et les îles espagnoles et italiennes, faisant un énorme butin.
L'empereur Charles Quint, désirant combattre l'extension barbaresque en Méditerranée, lance une expédition punitive contre Alger. Cette expédition aboutit au siège de la ville en octobre 1541. L'opération militaire est un désastre pour l'empereur.
Grâce à sa victoire, Hassan Agha obtient le ralliement de quelques populations, en Kabylie, dans le Hodna, le Zab et le Constantinois. Cependant, pour d'autres, le ralliement exige l'usage de la force, notamment celles du royaume de Koukou, liées avec les vaincus. Souhaitant châtier le roi de Koukou, Si-Ahmed Belkadi, Hassan Agha prépare une attaque pour avril 1542. Confronté à une armée de six mille hommes, Si-Ahmed Belkadi préfère se rallier à Hassan Agha et lui payer un tribut en argent et en bétail.
En 1543, Hassan Agha marche sur Tlemcen avec une armée de 14 000 hommes afin de soumettre le roi Moulay Ahmed qui avait rompu son allégeance au roi d'Alger pour s'allier aux Espagnols. Le roi de Tlemcen se soumet à Hassan Agha qui retourne à Alger. Le général espagnol Don Martin de Cordova, marquis de Cortès, décide de châtier Moulay Ahmed pour ce renversement d'alliance. Vaincu, Moulay Ahmed se réfugie à Fès.

### La disgrâce
Lors des préparatifs de l'expédition de Charles Quint, Hassan Agha avait été en relation avec des émissaires de l'empereur. Ce dernier lui ayant fait miroiter le pachalik d'Alger s'il livrait la ville à condition que l'empereur l'attaque avec des forces considérables. La défaite de Charles Quint, due principalement aux très mauvaises conditions météorologiques, permit à Hassan Agha de gagner la bataille.[pas clair] Khéïreddine Barberousse, informé de cette possible duperie, douta de la fidélité de Hassan Agha.
Hassan Agha étant tombé malade lors de son retour de Tlemcen, la milice des janissaires (Odjak) d'Alger choisit Hadji Pacha comme successeur d'Hassan Agha. Mais Hadji Pacha ne gouverne que huit mois, car Barberousse a obtenu du sultan de Constantinople la nomination de son fils Hassan comme nouveau gouverneur d'Alger.
Hassan Agha meurt entre 1543 et  septembre 1545 à une date controversée.